# Колбенная
Колбенная (устар. Колбеная) — река в Томской области России. Устье реки находится в 12 км от устья по левому берегу Сайги. Протяжённость реки 11 км. Высота устья — 85 м. Высота истока — 135 м.

## Данные водного реестра
По данным государственного водного реестра России относится к Верхнеобскому бассейновому округу, водохозяйственный участок реки — Чулым от водомерного поста села Зырянское до устья, речной подбассейн реки — Чулым. Речной бассейн реки — (Верхняя) Обь до впадения Иртыша.
Код водного объекта — 13010400312115200022343.